# Par ordenado
Em matemática, um par ordenado (a, b) é um par de objetos matemáticos cuja ordem de ocorrência desses objetos é significante. Consiste de dois elementos, digamos a e b, dos quais um, digamos a, é designado como primeiro elemento e o outro como segundo elemento. Um par ordenado é designado por {\displaystyle (a,b)}.
Dois pares ordenados {\displaystyle (a,b)} e {\displaystyle (c,d)} são iguais se, e somente se, {\displaystyle a=c} e {\displaystyle b=d}
{\displaystyle (a,b)=(c,d)} ↔ {\displaystyle (a=c} e {\displaystyle b=d)}
- Ex 1: os pares ordenados {\displaystyle (2,3)} e {\displaystyle (3,2)} são diferentes.
- Ex 2: pares ordenados podem ter os primeiros e segundos elementos idênticos tais como:

{\displaystyle (1,1),(5,5)} e {\displaystyle (7,7)}
O conjunto de todos os pares ordenados nos quais o primeiro elemento vem do conjunto X e o segundo do conjunto Y é chamado de Produto cartesiano de X e Y.

## Representação gráfica de um Par Ordenado
Podemos representar um par ordenado através de um ponto num plano, esse ponto é chamado de imagem do par ordenado.
Os números do par ordenados são chamados coordenadas cartesianas. 
Denominamos de abscissa o 1º elemento do par ordenado, e ordenada, o 2º elemento desse par. Assim {\displaystyle P(x,y)} denota o ponto P com abscissa x e ordenada y.

## Listas ordenadas
Triplas ordenadas e listas ordenadas podem ser definidas recursivamente a partir da definição de par ordenado: uma tripla ordenada {\displaystyle (a,b,c)} pode ser definida como {\displaystyle (a,(b,c))} ou como {\displaystyle ((a,b),c)}; ou seja, um par ordenado que contém outro par ordenado como elemento.
Esta abordagem é adotada em linguagens de programação: É possível representar uma lista de elementos como uma construção de pares ordenados aninhados. Por exemplo, a lista (1 2 3 4 5) torna-se (1, (2, (3, (4, (5, {}))))).
A linguagem de programação Lisp usa estas listas como sua estrutura de dados primária.
Com base na definição acima, tome-se a seguinte gramática:
```
  
<parOrd>
 ::= 
<tupla2>

  
<tupla2>
 ::= '(' 
<elem>
 ',' 
<elem>
 ')' 
  
<elem>
   ::= 
<termo>
 | 
<tupla2>

  
<termo>
  ::= 
 a
 | 
b
 |…| 
z
 |…
```

onde tupla2 representa uma tupla com dois argumentos, elem os elementos (termo ou tupla) e termo é um elemento terminal.

## Pares ordenados na teoria dos conjuntos
A propriedade característica dos pares ordenados mencionada em seção anterior contém tudo que é necessário para compreender a maneira como os pares ordenados são usados na matemática. Entretanto, tendo em vista os fundamentos da matemática vamos expressar a definição de cada tipo de objeto matemático em termos dos conjuntos. esta definição, no caso dos pares ordenados pode ser feita de varias formas.
A noção de pares ordenados é crucial para a definição de produto cartesiano e relação.

### A definição de Wiener
Norbert Wiener propôs a primeira definição de pares ordenados na teoria dos conjuntos em 1914:
{\displaystyle (''x,y''):={{{''x''},{}},{''y''}}.}
Ele observou que esta definição permitia expressar todos tipos que aparecem no Principia Mathematica usando apenas conjuntos.

### A definição padrão de Kuratowski
Na teoria axiomática dos conjuntos, o par ordenado {\displaystyle (a,b)} é normalmente definido pelo par de Kuratowski ( que é bem básico, porque requer apenas poucos axiomas para poder ser formulado, a saber. (o axioma da extensão, o axioma da separação e o axioma do par):
{\displaystyle (a,b)K:={{''a''},{''a,b''}}.}
A afirmação de que x é o primeiro elemento de um par ordenado p pode então ser formulada como: 
( ∀ Y ∈ p ) ( x ∈Y )
e a afirmação que x é o segundo elemento de p pode ser formulada como:
( ∃ Y ∈ p ) ( x ∈ Y ) ∧ (∀ Y1 ∈ p, ∀ Y2 ∈ p ) ( Y1 ≠ Y2 → ( x ∉ Y1 ∨ x ∉ Y2 )).
Note que essa definição ainda é válida para o par ordenado p = (x,x) = { {x}, {x,x} } = { {x}, {x} } = { {x} }; neste caso a declaração (∀ Y1 ∈ p, ∀ Y2 ∈ p : Y1 ≠ Y2 → (x ∉ Y1 ∨ x ∉ Y2)) é trivialmente verdadeira, desde que nunca acontece de que Y1 ≠ Y2.

#### Variações da definição
A definição acima de um par ordenado é “adequada”, no sentido de que satisfaz a propriedade característica que um par ordenado deve ter. (a saber: se {\displaystyle (a,b)=(x,y)}, então {\displaystyle a=x} e {\displaystyle b=y}), mas também arbitrária, porque há muitas outras definições que não são mais complicadas e também seriam adequadas. Exemplos para outras definições possíveis incluem 
1. {\displaystyle (a,b)} invertido: = {\displaystyle {b,{''a'',''b''}}}
2. {\displaystyle (a,b)} curto: = {a, {a, b}} 
3. {\displaystyle (a,b)} 01: = {\displaystyle {{0,''a''},{1,''b''}}}
O par “invertido” quase nunca é usado, porque não tem nenhuma vantagem óbvia (nem desvantagens) sobre o par usual de Kuratowski. O par “curto” tem a desvantagem de que a demonstração da propriedade característica do par (ver acima) é mais complicada do que para o par de Kuratowski (o axioma da regularidade tem que ser usado); além disso, uma vez o número 2 na teoria dos conjuntos e às vezes definido como o conjunto {\displaystyle {0,1}={{},{0}}}, isto significaria que 2 é o par (0.0) curto.

#### Provando a propriedade característica do par de Kuratowski
Provar: {\displaystyle (a,b)K=(c,d)K} se e somente se {\displaystyle a=c} e {\displaystyle b=d}.
Se a=b: {\displaystyle (a,b)K} = {{a}, {a, a}} = { {a} }, e {\displaystyle (c,d)K} = {{c}, {c, d}} = { {a} }. Assim {c} = {a} = {c, d}, ou {\displaystyle c=d=a=b}. Se a≠b, então {\displaystyle {{a},{a,b}}={{c},{c,d}}}. Se {c, d} = {a}, então c=d=a ou {\displaystyle {{c},{c,d}}={{a},{a,a}}={{a},{a}}={a}}. Se {c} = {a, b}, então a=b=c, que contradiz a≠b. Conseqüentemente {c} = {a}, ou c=a, e {c, d} = {a, b}. E se d=a, então {c, d} = {a, a} = {a} ≠ {a, b}. Assim d=b. Assim a=c e b=d. Inversamente, se a=c e b=d, então {\displaystyle {{a},{a,b}}={{c},{c,d}}}. Assim {\displaystyle (a,b)K=(c,d)K}. 
Invertido: (a, b) Invertido = {\displaystyle {{b},{a,b}}={{b},{b,a}}} = {\displaystyle (b,a)K}. Se (a, b) invertido = (c, d) invertido, {\displaystyle (b,a)K=(d,c)K}. Conseqüentemente b=d e a=c. Inversamente, se a=c e b=d, então {\displaystyle {{b},{a,b}}={{d},{c,d}}}. Assim (a, b) invertido = (c, d) invertido.

### A definição de Quine-Rosser
Rosser (1953) usou extensivamente uma definição de par ordenado devido a Willard van Orman Quine. A definição de Quine-Rosser requer uma definição prévia dos números naturais tal como a seguinte:
Tome Nn como o conjunto dos números naturais, e defina
{\displaystyle \varphi (x)=\{z:\exists {y}{\in }{x}:({y}{\in }{Nn}\land {z}{=}{y}{+}{1})\lor ({y}{\notin }{Nn}\land {z}{=}{y})\}.}

φ(x) contem o sucessor de cada número natural em x, junto com todos os números não naturais de x. em particular, φ(x) não contem o número 0, de modo que para alguns conjuntos A e B, 

{\displaystyle \varphi (A)\not =\{0\}\cup \varphi (B)}.

Definir o par ordenado (A, B) por 0 sendo contíguo com cada elemento do φ(B), formando então à união do resultado com φ (A):

{\displaystyle (A,B)=\varphi (A)\cup \{x:\exists y\in \varphi (B):x=y\cup \{0\}\}}

Extraindo todos os elementos do par que não contêm 0 temos A. Do mesmo modo, B pode ser recuperado extraindo todos os elementos do par que contêm 0. 
Esta definição de par ordenado tem uma única vantagem. Na teoria dos tipos, e em teorias dos conjuntos tais como New Foundations que surgem a partir da teoria dos tipos, este par é do mesmo tipo que suas projeções. 
Portanto, uma função definida como um conjunto de pares ordenados, tem um tipo maior apenas por 1 do que o tipo de suas projeções. Para uma discussão extensa de pares ordenados no contexto das teorias dos conjuntos quineanas ou " à la Quine", ver Holmes (1998).

### Definição de Morse
A teoria dos conjuntos de Morse-Kelley, definida por Morse em 1965, faz livre uso de classes próprias. Morse definiu os pares ordenados desta maneira para permitir sua projeção ser tanto classes próprias quanto nos conjuntos (a definição de (Kuratowski não permite isso). Definiu primeiramente os pares requisitados cujas projeções são 
Conjuntos na maneira de Kuratowski 
jogos na maneira de Kuratowski. Ele então redefiniu o par (x, y) como{\displaystyle (x\times \{0\})\cup (y\times \{1\})} , onde os componentes dos produtos cartesianos são pares de Kuratowski em conjuntos. Esta segunda etapa rende possíveis pares cujas projeções são próprias classes. A definição de Rosser em seção anterior admite também as próprias classes como projeções.

### Teoria das categorias
Produto é a noção da teoria das categorias mais similar à de um par ordenado. Enquanto um número de objetos pode fazer o papel de pares, eles são todos equivalentes quanto a serem categoricamente isomórficos.